# Sauro Frutti
Sauro Frutti (Roma, 22 giugno 1953) è un allenatore di calcio ed ex calciatore italiano, di ruolo attaccante.

## Carriera

### Giocatore
Nella sua ultraventennale carriera trascorsa quasi esclusivamente fra Emilia-Romagna e Lombardia è stato uno degli attaccanti più prolifici delle serie minori con oltre 200 reti complessive realizzate.

Frutti (a destra) al Bologna nel 1984, mentre esulta assieme a Marocchino e al tecnico Pace.

La sua carriera si è svolta principalmente in Serie C, dove ha vinto la classifica marcatori del girone A nella stagione 1985-1986 con 21 reti all'attivo con la maglia del Modena e ha conquistato due promozioni in Serie B (Bologna 1983-1984 e Modena 1985-1986).
Ha inoltre disputato cinque campionati di Serie B, con 161 presenze e 41 reti complessive, con le maglie di Cremonese, Bologna e Modena.

### Allenatore
Cessata l'attività agonistica ha intrapreso quella di allenatore, guidando fra l'altro il Mantova in Serie C2 nella stagione 2001-2002.
In seguito al fallimento della società biancorossa, Sauro Frutti viene chiamato ad operare come allenatore in seconda nella stagione 2010-2011 di serie D. Manterrà lo stesso ruolo anche nella categoria superiore ma per pochi mesi in seguito all'esonero dell'allenatore Archimede Graziani. 
Nel febbraio 2012, il neo direttore sportivo biancorosso Roberto Boninsegna, gli ha affidato la panchina della prima squadra del Mantova in Lega pro Seconda Divisione.
Il 28 dicembre 2012 viene sollevato inaspettatamente dal suo incarico dalla dirigenza biancorossa nonostante avesse un buon margine dalla zona playout (obbiettivo stagionale) e fosse a pochi punti dai playoff. Sostituito da Giuseppe Brucato.
Dopo una stagione in Eccellenza nella Governolese torna in panchina in Serie D 2014-2015, subentrando per salvare il Villafranca Veronese e continuando nella stagione successiva.
Il 20 marzo 2017 torna in panchina per allenare il Vigasio in Serie D. con cui non riesce a salvare la formazione veronese dalla retrocessione in Eccellenza, dopo aver affrontato nei playout i veneziani del Calvi Noale.

### Vita privata
Risiede da molti anni in Provincia di Mantova.

## Palmarès

### Giocatore

#### Individuale
- Capocannoniere della Serie C1: 1

1980-1981 (17 gol, ex aequo con Massimo Barbuti e Claudio De Tommasi)

### Allenatore

#### Club
- Campionato Nazionale Dilettanti: 1

Mantova: 1996-1997 (girone D)